# الكونغو في الألعاب الأولمبية
كونغو في الألعاب الأولمبية تقوم اللجنة الأولمبية الوطنية الرياضية الكونغولية بالإشراف في شؤون مشاركة كونغو في الألعاب الأولمبية، شاركت كونغو أول مرة في الألعاب الأولمبية في دورة 1964 في طوكيو في اليابان، لم تفز الكونغو حتى الآن بأي ميدالية أولمبية.